# Vendémiaire
El Vendémiaire fue un submarino de la clase Pluviôse construido para la Marina Nacional francesa a entre 1910 y 1911. Se hundió con todos sus tripulantes al ser embestido por el acorazado Saint Louis el 8 de junio de 1912 mientras realizaba maniobras militares frente a Casquets, en el canal de la Mancha.

## Hundimiento
El Vendémiaire se hundió con la pérdida de toda su tripulación de 24 hombres el 8 de junio de 1912 tras colisionar con el acorazado Saint Louis en el Canal de la Mancha frente a las Casquets durante unas maniobras militares.
A principios de junio de 1912, se organizó un importante ejercicio militar.
Varios buques de superficie de la 3ª escuadra (seis acorazados y tres cruceros) zarparon de Brest la noche del 7 de junio para dirigirse a la punta de la península de Cotentin.
La misión de los submarinos de la escuadra de Cherburgo, el Vendémiaire, el Messidor y el Floréal, consistía en simular un ataque de los buques de superficie a la mañana siguiente.
Al amanecer, los submarinos estaban en posición y esperaban a la escuadra. Navegando bajo el agua, los submarinos cazaron sus objetivos para simular un ataque con torpedos. El Vendémiaire apuntó al acorazado Saint-Louis de la clase Charlemagne, tratando de posicionarse para ser el primer torpedo en impactar. Por alguna razón desconocida, el submarino alcanzó la profundidad de periscopio y se encontró justo en la trayectoria del Saint-Louis, que navegaba a toda velocidad. Este último no pudo evitar el impacto y el Vendémiaire fue embestido por el casco blindado del acorazado. El submarino se hundió en cuestión de segundos.
La profundidad del agua y las violentas corrientes y vientos de la zona impidieron cualquier intento de rescate. Murieron los veinticuatro marineros de la tripulación.